# Kette der Akademie der Wissenschaften

Kette der Akademie der Wissenschaften im Pamir

Die Kette der Akademie der Wissenschaften (russisch Академии Наук хребет) ist ein Gebirgszug im Westen des Pamir-Gebirges in Tadschikistan.
Der Gebirgszug hat eine Länge von 110 km. 24 Gipfel übersteigen die 6000 m-Marke. Mehrere große Gletscher bedecken die Gebirgsgruppe, darunter der Fedtschenko-Gletscher und der Garmo-Gletscher. Die Gesamtgletscherfläche beträgt 1500 km². Der russische Geograph Nikolai Leopoldowitsch Korschenewski benannte die Gebirgsgruppe im Jahr 1927 zu Ehren der Akademie der Wissenschaften der UdSSR.

## Berge (Auswahl)
- Pik Ismoil Somoni (7495 m)
- Pik Korschenewskaja (7105 m)
- Pik Rossija (6875 m)
- Pik Garmo (6595 m)